# فرانك كرير
فرانك كرير (بالإنجليزية: Frank Currier)‏ مواليد 4 سبتمبر 1857 في نورويتش، الولايات المتحدة - الوفاة 22 أبريل 1928 في هوليوود، الولايات المتحدة، هو ممثل ومخرج أمريكي بدأ مسيرته الفنية سنة 1912. شارك في قرابة 133 فيلما. من أعماله نهاية الرحلة.

## روابط خارجية
- فرانك كرير على موقع IMDb (الإنجليزية)
- فرانك كرير على موقع ألو سيني (الفرنسية)
- فرانك كرير على موقع أول موفي (الإنجليزية)
- فرانك كرير على موقع قاعدة بيانات برودواي على الإنترنت (الإنجليزية)
- فرانك كرير على موقع قاعدة بيانات برودواي على الإنترنت (الإنجليزية)
- فرانك كرير على موقع قاعدة بيانات الأفلام السويدية (السويدية)
- فرانك كرير على موقع قاعدة بيانات الفيلم (الإنجليزية)
- فرانك كرير على موقع كينوبويسك (الروسية)